# 秦皮
秦皮（學名：Cortex Fraxinis，英文：FRAXINI），為木樨科落葉喬木植物白蠟樹或苦櫪白蠟樹（Fraxinus rhynchophylla Hance）的樹皮，於春秋兩季剝皮曬乾可作藥，為一味常用的中藥材，載於《神農本草經》。 

## 生長分布
秦皮生長分布於越南、朝鮮以及中國遼寧、吉林、河北、河南、内蒙古、陝西、山西、四川等，生長於海拔800米到1,600米之間。

## 成份
主要含有：秦皮素、秦皮甙、馬栗樹皮素、馬栗樹皮甙等香豆精類及鞣質、皂甙。

## 性味功能
味苦、澀，性寒。清熱燥濕，明目。

## 歸經
色青，歸屬大腸、肝、膽經。

## 主治功效
收澀而寒，能止熱痢、泄瀉，能除肝熱，止赤白帶下、目赤腫痛、目生翳障。

## 配伍
《本草備要》記載：「大戟为使。恶吴茱萸。」

## 禁忌
《傷寒論》：「秦皮，苦寒。」所以脾胃虛寒者，須忌用。

## 延伸阅读
[在维基数据编辑]
 《欽定古今圖書集成·博物彙編·草木典·秦皮部》，出自陈梦雷《古今圖書集成》

## 外部連結
- 白蠟樹 （页面存档备份，存于） 藥用植物圖像資料庫 (香港浸會大學中醫藥學院) （中文）（英文）
- 尖葉白蠟樹 （页面存档备份，存于） 藥用植物圖像資料庫 (香港浸會大學中醫藥學院) （中文）（英文）
- 苦櫪白蠟樹 （页面存档备份，存于） 藥用植物圖像資料庫 (香港浸會大學中醫藥學院) （中文）（英文）
- 秦皮 中藥材圖像數據庫  (香港浸會大學中醫藥學院) （中文）（英文）
- 中醫寶典－木部